# Alan Parker
Sir Alan William Parker CBE (sinh ngày 14 tháng 2 năm 1944 - mất ngày 31 tháng 7 năm 2020) là một nhà làm phim người Anh. Sự nghiệp ban đầu của Parker, bắt đầu ở tuổi thiếu niên, được dùng làm copywriter và giám đốc quảng cáo trên truyền hình. Sau khoảng mười năm quay quảng cáo, nhiều trong số các tác phẩm này đã giành được giải thưởng cho sự sáng tạo, ông bắt đầu chuyển qua viết kịch bản và đạo diễn phim.
Parker được chú ý vì có một loạt các phong cách làm phim và làm việc trong các thể loại khác nhau. Ông đã chỉ đạo các vở nhạc kịch, bao gồm Bugsy Malone (1976), Fame (1980), Pink Floyd - The Wall (1982), The Commitments (1991) và Evita (1996); các bộ phim truyền hình chuyện có thật, bao gồm Midnight Express (1978), Mississippi Burning (1988), Come See the Paradise (1990) và Angela's Ashes (1999); phim truyền hình gia đình, bao gồm Shoot the Moon (1982), và các phim thriller và kinh dị bao gồm Angel Heart (1987) và The Life of David Gale (2003).
Các bộ phim của ông đã giành được mười chín giải BAFTA, mười giải Quả cầu vàng và sáu giải Oscar. Parker được bổ nhiệm làm Tư lệnh của Đế chế Anh cho các dịch vụ của mình cho ngành công nghiệp điện ảnh Anh và được phong tước hiệp sĩ năm 2002. Ông đã hoạt động trong cả điện ảnh Anh và điện ảnh Mỹ, cùng với việc là thành viên sáng lập của Hiệp hội đạo diễn Vương quốc Anh và giảng dạy tại các trường điện ảnh khác nhau. Năm 2013, ông nhận được giải thưởng học bổng của Học viện BAFTA, vinh dự cao nhất mà Học viện Điện ảnh Anh có thể trao cho một nhà làm phim. Parker đã tặng kho lưu trữ cá nhân của mình cho Lưu trữ Quốc gia của Viện phim Anh năm 2015.